# Ganchinho
Ganchinho é um bairro da cidade de Curitiba, capital do estado brasileiro do Paraná.

## História
A localidade em que esta inserido o bairro, era passagem de tropeiros desde o Século XVIII e consta que a partir da década de 1850, já existia ocupação e registro de posses de terra. Com o passar do tempo, a localidade fez parte do bairro Umbará, porém, com o Decreto n.º 774 de 1975, determinou a criação de um novo bairro e estabelecendo seus limites administrativos.

## Denominação
O nome deriva do costume do tropeiros, que determinavam as localidade em que passavam ou os locais de seus pousos, com familiaridades ou objetos do seu dia-a-dia, portanto, a denominação "Ganchinho", vem de "ganchinho de arame", utilizado para pendurar os arreio. Assim, estes tropeiros determinaram a localidade em função da curvatura ou semelhança com este objeto, de algum trecho do rio "Ribeirão dos Padilhas" existente na região.